# Gabriel Chauvin
Pour les articles homonymes, voir Chauvin.
Gabriel Georges Chauvin, né à Paris le 28 septembre 1895 et mort à Saint-Denis le 3 décembre 1965, est un sculpteur français.

## Biographie
Élève de Jean-Antoine Injalbert et de Charles Desvergnes, il expose au Salon des artistes français dès 1920 et y obtient une mention honorable en 1924, une médaille de bronze en 1927 et une médaille d'argent en 1930. 